# 塔什拉區

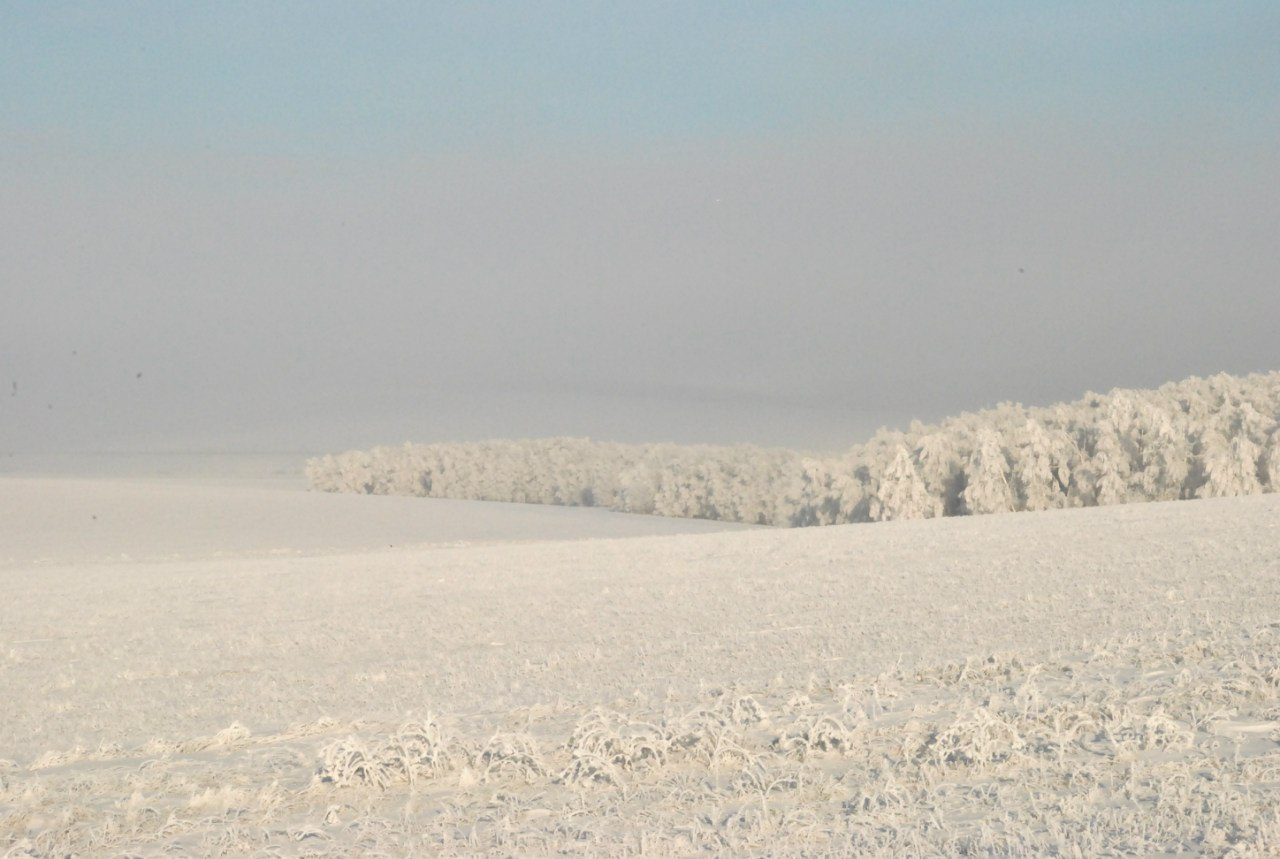

51°46′12″N 52°45′00″E / 51.77000°N 52.75000°E
塔什拉區（俄语：Ташлинский район），是俄羅斯的一個區，位於該國西南部，由奧倫堡州負責管轄，面積3,400平方公里，2010年該區人口25,281，人口密度每平方公里7.44人。